# Drezdai tyúk
A drezdai tyúk már meglévő tyúkfajtákból kitenyésztett házi tyúk.

## Fajtatörténet
Alfred Zumpe tenyésztette ki már meglévő fajtákból Drezda környékén 1955-ben. Tipikus kéthasznú tyúkfajta, melyek a takarmányukat jól hasznosítják. Télen csak minimálisan csökken a tojáshozamuk. Többek között new hampshire, wyandotten, rhodeländer fajtákkal is bekeresztezett.

## Fajtabélyegek, színváltozatok
Háta közepesen hosszú, széles. Farktolla közepes méretű. Melltájéka széles, telt. Szárnyak vízszintesen és testhez húzva viseltek. Fej kicsi, finom formájú. Arca piros, kicsi tollacskákkal. Szeme vörös színű. Csőre erős, sárga, szarvszínű. taraj erős rózsataraj, mely egy szarvban végződik. Füllebenyek pirosak, nem túl nagyok. Nyaka közepes méretű a testhez képest. Csüd sárga.
Színváltozatok: Vörös-arany, fehér.

## Tulajdonságok
Tipikus kéthasznú tyúkfajta, mely takarmányát kiválóan hasznosítja. Tojáshozama télen sem esik le jelentősebben. Gyors növekedésű, különböző időjárási körülményeket jól viseli. Élénk természetű.
| Általános tulajdonságok: | Általános tulajdonságok:              |
| ------------------------ | ------------------------------------- |
| Súlya                    | kakas 3 kg, tojó 2,2 kg               |
| Gyűrűmérete              | kakas 20, tojó 18                     |
| Tenyésztojás tömege      | 55 g                                  |
| Tojáshéj színe           | világosbarna, gyakran sötét foltokkal |
| Éves tojáshozama         | 180 db                                |